# Топологическая рефлексия
Топологическая рефлексия — метод современной философии, учитывающий нелинейный, но непрерывный (топологический) характер современного мышления (рефлексии). Термин введен и обоснован петербургским философом Савчуком в 2003 годудля того чтобы противопоставить современное мышление классическому, которое в этом контексте именуется оптической рефлексией, что указывает на связь с эпохой Просвещения и предшествующим ему картезианством. Если оптическая рефлексия постулирует идеал бестелесного взгляда с позиции вечности (ср. sub specie aeternitatis у Спинозы) и  «чистого разума» (Кант), то топологическая рефлексия учитывает тактильные ощущения в познании и психомоторику. Переходной формой от оптической рефлексии к топологической является истолкование в рамках герменевтического проекта, где большое значение приобретает контекст и ситуация понимания. В рамках марксистского дискурса переход к топологической рефлексии фиксировался в акценте на практическом характере истины и, соответственно, познания.